# Эпуэрт (Зимбабве)
Эпуэрт (англ. Epworth) — город на северо-востоке центральной части Зимбабве, на территории провинции Хараре. Пригород города Хараре.

## География
Расположен примерно в 12 км к юго-востоку от центра столицы страны, города Хараре. Абсолютная высота — 1509 метров над уровнем моря.

## Население
По данным на 2013 год численность населения составляет 152 116 человек.
Динамика численности населения города по годам:
| 2002    | 2013    |
| ------- | ------- |
| 113 884 | 152 116 |